# Rhein-Neckar-Kreis
Rhein-Neckar-Kreis okrug je u njemačkoj pokrajini Baden-Württemberg. Oko 535.284 stanovnika živi u okrugu površine 1061,72 km².

## Gradovi
1. Eberbach
2. Eppelheim
3. Hemsbach
4. Hockenheim
5. Ladenburg
6. Leimen
7. Neckarbischofsheim
8. Neckargemünd
9. Rauenberg
10. Schönau
11. Schriesheim
12. Schwetzingen
13. Sinsheim
14. Waibstadt
15. Walldorf
16. Weinheim
17. Wiesloch

## Općine
- Eschelbronn

## Vanjske poveznice
- Webstranica okruga